# Lozova
Lozova (ukrainska: Лозова lyssna (fil); ryska: Лозовая, Lozovaja) är en stad i Charkiv oblast i östra Ukraina. Staden ligger cirka 78 kilometer sydväst om Charkiv. Lozova beräknades ha 53 126 invånare i januari 2022.

## Historia
Lozova grundades i slutet av 1860-talet under bygget av järnvägen Kursk–Charkiv–Azov.
Under det ryska inbördeskriget utkämpades flera strider mellan Ukrainska folkrepublikens armé och Röda armén i närheten av Lozova i april 1918. Tyska styrkor tog samtidigt över staden och ockuperade den fram till november månad samma år.
Även under andra världskriget ockuperade tyskarna Lozova, från 11 oktober 1941 till 16 september 1943.

## Ekonomi
Lozova är en stor järnvägsknut och flera industrier har anknytning till järnvägen. Andra industrier är maskinindustri och en traktorfabrik.